# 程文正
程文正，字范村，号笏山，江南江都縣（今屬揚州市）人，原籍徽州府歙县岑山渡。清朝政治人物。

## 生平
程文正出身于扬州徽商家族，经营盐业，祖父程量入，父亲程之韺任两淮总商二十年。程文正为康熙二十三年（1684年）举人，康熙三十年（1691年）辛未科进士，官至工部主事。善书法。

## 家族
程文正之妻汪氏，系康熙六年进士汪懋麟之女。
程文正之子程梦星（1679—1755年），系康熙五十一年（1712年）进士。著名学者。